# عن الحرية
كتاب عن الحرية (بالإنجليزية: On Liberty) هو عمل فلسفي من تأليف الفيلسوف الإنجليزي جون ستيوارت مل، والذي كان يخطط في الأصل أن يكتب مقالًا قصيرًا. يُطبِّق هذا العمل الذي نُشر عام 1859 نظام جون ميل الأخلاقي للنفعية على المجتمع والدولة.
حاول ميل وضع معايير للعلاقة بين السلطة والحرية. وهو يؤكد على أهمية الفردية والتي وضعها كشرط أساسي للوصول للملذات العليا، وهي الهدف الأهم للنفعية.
انتقد ميل الأخطاء التي حصلت في المحاولات السابقة للدفاع عن الفردية حيث وعلى سبيل المثال أدّت المُثل الديمقراطية إلى طغيان الأغلبية. من بين المعايير التي تم وضعها في هذا العمل هي الحريات الأساسية الثلاثة للأفراد، اعتراضاته القانونية الثلاثة على تدخل الحكومة، واثنين من مبادئه التي تتعلق بعلاقة الفرد بالمجتمع.
كان كتاب عن الحرية عملًا مؤثرًا ومقبولًا لدى الناس بشكل كبير، ورغم ذلك لم يمرَّ دون نقد. البعض هاجمه بسبب بعده الواضح عن مذهب النفعية، بينما انتقد آخرون غموضه.
ظلت الأفكار التي قدمت عن الكتاب أساسًا للكثير من الفكر السياسي الليبرالي. وقد ظل يطبع بشكل مستمر منذ نشره أول مرة.
وحتى يومنا هذا يتم تقديم نسخة من الكتاب لرئيس الحزب الديمقراطي الليبرالي البريطاني كرمز للمنصب. كما يتم تقديم نسخة منه إلى رئيس الحزب الليبرالي ويحتفظ بها كرمز للمنصب.
أثّر زواج ميل من زوجته هارييت تايلور ميل بشكل كبير على افكار كتاب عن الحرية، حيث أنهى قسم كبير من الكتاب قبل وفاتها، ونشره بعد فترة وجيزة من وفاتها.

## التأليف
وفقًا لسيرة جون مل الذاتية والتي كتبها بنفسه، خطط في البداية عام 1854 أن يكون (عن الحرية) مقالًا قصيرًا. ومع تطور الأفكار كان المقال يطول وتتم إعادة كتابته وتصحيحه بشكل مستمر من قبل جون ميل وزوجته هارييت تايلور.
غير ميل بعد تعرضه لانهيار عصبي والتقائه بزوجته هارييت ثم زواجه منها الكثير من معتقداته وآرائه حول الحياة الأخلاقية وحقوق المرأة. يقول ميل أن كتاب عن الحرية: (كان حرفيًا نتاجًا مشتركًا لنا بشكل مباشر أكثر من أي عمل آخر يحمل اسمي).
تم الانتهاء من المسودة النهائية تقريبًا عندما توفيت زوجته بشكل مفاجئ في عام 1858. فكر ميل حينها بعدم القيام بأي تعديل على النصوص ونشر الكتاب بشكل مباشر بعد وفاتها ليكون تكريسًا لذكراها. كما كان للمفكر الألماني فيلهلم فون هومبولت (Wilhelm von Humboldt) فضل كبير في تأليف هذا الكتاب وخاصة من خلال مقاله عن حدود العمل الحكومي.
وأخيرًا تم نشر كتاب عن الحرية في عام 1858 وكان واحدًا من أكثر كتب ميل تأثيرًا (الكتاب الآخر هو النفعية).

## نظرة عامة

### المقدمة
يفتتح جون ستيوارت مل عمله بمناقشة الصراع التاريخي بين السلطة والحرية، واصفًا استبداد الحكومة والذي يحتاج إلى السيطرة على حرية المواطنين وفق وجهة نظره.
يقسّم طرق السيطرة على السلطة ضمن آليتين: الحقوق الأساسية التي يملكها المواطنون، ووضع الشروط الدستورية والتي بموجبها تكون موافقة المجتمع أو هيئة تمثله شرطًا ضروريًا لبعض أعمال السلطة الحاكمة المهمة.
ولأن المجتمع كان عرضة لظروف مضطربة في مراحله المبكرة (مثل عدد السكان القليل والحرب المستمرة)، فقد اضطرَّ إلى القبول بالحكم من قبل شخص أعلى. ومع تقدم البشرية أصبح من الممكن للناس ان يحلموا بحكم أنفسهم. قال ميل أن هذا الشكل الجديد من المجتمع بدا منيعًا ضد الاستبداد لأنه لم يكن هناك خوف من ظلم الذات.
على الرغم من الآمال العظيمة التي عُقدت على عصر التنوير. يقول ميل أنه لم يتم الوفاء بالمثل الديمقراطية بسهولة كما كان متوقعًا. حيث:
أولاً، حتى بوجود الديمقراطية لم يكن الحكام دائمًا من نفس نوعية وعقلية الأشخاص المحكومين.
ثانياً، هناك خطر مما يسمى طغيان الأغلبية، حيث يضطهد الاغلبية الاقلية الذين يتمتعون وفقًا للمُثل الديمقراطية بالحق في السعي لتحقيق أهدافهم المشروعة.
يرى ميل أن استبداد الأغلبية أسوأ من استبداد الحكومة لأنه لا يقتصر على سلطة سياسية. حيث يمكن حماية المرء من شخص متسلّط وحيد، لكن من الصعب حمايته ضد استبداد الرأي والشعور السائد. وستكون الآراء السائدة في المجتمع أساس جميع قواعد السلوك داخل هذا المجتمع وبالتالي لا يمكن أن يكون هناك أي ضمانة في القانون ضد طغيان الأغلبية.
يبرهن ميل كلامه على النحو التالي: رأي الأغلبية قد لا يكون الرأي الصحيح. المبرر الوحيد لتفضيل الشخص لمعتقد أخلاقي معين هو أنه مجرد رأي ذلك الشخص. عند التصويت في قضية معينة، سوف يكون الناس إما مع أو ضد هذه القضية والجانب الأكثر عددًا سوف يسود، ولكنه ليس بالضرورة على حق. في ختام هذا التحليل للحكومات السابقة، يقترح ميل شرطًا واحدًا يجب تقييد حرية الاشخاص بموجبه:
إن السبب الوحيد الذي يبرر ممارسة القوة ضد إرادة أي عضو في مجتمع متحضر، هو منع الضرر عن الآخرين. مصلحته الشخصية سواء كانت منفعة جسدية أو معنوية ليست تبريرًا كافيًا، الفرد يكون صاحب السيادة فقط على نفسه، على جسده وعقله.

### حرية الفكر والمناقشة
حاول ميل في الفصل الثاني إثبات ما ذكره في الفصل الأول بأنه لا يجب قمع الآراء أبدًا. وبالبحث في عواقب قمع الآراء يستنتج أنه لا ينبغي أبدًا أن يتم ذلك القمع، قائلًا:
| عن الحرية | عندما تحدث مثل هذه الرقابة فهي أمر سيء جدًا، ولكن لا يمكن لنا أن نأمل عدم حدوثه. ويجب اعتباره الثمن المدفوع مقابل سلعة لا تقدر بثمن | عن الحرية |

```
يعتقد أن هناك ثلاثة أنواع من المعتقدات والتي يمكن أن تكون إما كاذبة بشكل تام، صحيحة بشكل جزئي أو صحيحة تمامًا، ووفقًا لميل فهي كلها تصب ضمن الفائدة العامة.
```

كرّسَ ميل جزءًا كبيرًا من هذا القسم لمناقشة الاعتراضات على سياسة حرية الآراء المطلقة وآثارها. وشرحَ من خلال ذلك رأيه في الأخلاق المسيحية معتبرًا أنها غير مكتملة من تلقاء نفسها ورغم ذلك فهي تستحق الثناء. وبذلك يختتم ميل نقاشه بأن قمع الرأي القائم على الإيمان بالعقيدة المعصومة أمر خطير.

### شرح الفردية باعتبارها أحد عناصر الرفاهية
يشير ميل في الفصل الثالث إلى القيمة المتأصلة للفردية والتي هي ازدهار شخصية الإنسان من خلال متعة أكبر. ويناقش فكرة أن المجتمع يجب أن يحاول تشجيع الفردية لأنها شرط أساسي للإبداع والتنوع ويعتقد أن عم التنوع أمر خطير جدًا. وهو يعبر عن خوفه من أن تقترب الحضارة الغربية من عدم التنوع والذي تميزت به بالحضارة الصينية. وبذلك يختم ميل هذا القسم بأن الإجراءات في حد ذاتها غير مهمة إنما المهم هو الأشخاص والإجراءات التي يفعلونها معًا.

### نقاشه عن حدود سلطة المجتمع على الفرد
يشرح ميل في الفصل الرابع نظامًا يمكن للشخص من خلاله تمييز جوانب الحياة التي يجب أن تُدار من قبل الفرد والتي يجب ان تُدار من قبل المجتمع. بشكل عام يرى ميل أنه يجب ترك الشخص حرًا في تحقيق مصالحه الخاصة طالما أن هذا لا يضر بمصالح الآخرين. في مثل هذه الحالة يمتلك المجتمع سلطة على سلوك الشخص. يرفض ميل فكرة أن الحرية هي ببساطة من أجل السماح باللامبالاة بشكل أناني، وبدلًا من ذلك يقول بأن هذا النظام الليبرالي سيجذب الناس إلى فعل الخير بشكل أكثر فعالية من التأثير البدني أو العاطفي.
هذا المبدأ يؤدي إلى استنتاج أن الشخص قد يؤذي نفسه من خلال الرذيلة دون خوف من العقوبة المقابلة لفعله. ويقول إن الحكومات يجب أن تعاقب الشخص فقط عند عدم الوفاء بواجبه تجاه الآخرين (أو عند التسبب بضرر للآخرين)، وليس معاقبته على الأفعال السيئة الخاصة به والتي تسببت في الإهمال.

### تطبيقات
يطبق هذا الفصل المبادئ المنصوص عليها في الأقسام السابقة. حيث يبدأ بتلخيص هذه المبادئ.

#### الاقتصاد
يطبق ميل المبادئ التي ذكرها أولًا على الاقتصاد. ويستنتج أن الأسواق الحرة أفضل من تلك التي تُدار من قبل الحكومات. ويقول إن الاقتصادات تعمل بشكل أفضل عندما تترك لإدارتها الخاصة رغم ما قد يبدو أنه على الحكومة أن تتدخل في الاقتصاد لأن التجارة هي فعل اجتماعي. لذلك فإن التدخل الحكومي ورغم أنه مسموح نظريًا، سيؤدي إلى نتائج عكسية.
يهاجم ميل لاحقًا الاقتصادات التي تديرها الحكومة ويصفها بالاستبدادية. ويعتقد أنه إذا كانت الحكومة تدير الاقتصاد فإن جميع الناس سيسعون ليكونوا جزءًا من منظمة بيروقراطية ليس هدفها تعزيز مصالح أي طرف إنما فقط تعزيز مصالحها.

#### منع الضرر
يقوم ميل بعد ذلك بتفصيل الطرق التي قد يحاول بها شخص منع الضرر. يقول أولًا أنه لا يجب على الشخص الانتظار حتى يحدث الضرر وإنما يجب أن يحاول منعه. يقول ثانياً إنه يجب على المسؤولين أن يفكروا فيما إذا كان الشيء الذي يمكن أن يتسبب بالضرر يمكن أن يتسبب فقط في حدوث ضرر. يعطي مثالا على ذلك بيع السم. السم يمكن أن يسبب الأذى ومع ذلك يشير إلى إمكانية استخدام السم أيضًا من أجل أفعال الخير. لذلك بيع السم أمر مسموح به رغم المخاطر التي ينطوي عليها هو أو المنتجات الشبيهة له (مثل الكحول)، لذلك فإنه لا يرى أي تقييد للحرية في طلب بطاقات تحذير للمنتج.
يطبق ميل مبدأه على مثال آخر: عندما يرى أحدهم شخصًا على وشك عبور جسر خطير دون إدراكه لذلك الخطر. وبافتراض أن لدى الشخص الأول علم بالخطر الناجم عن عبور هذا الجسر، يجوز عند ذلك منع الشخص الثاني قسرًا من العبور. ولكن بالتأكيد إذا توفرت الظروف اللازمة فمن الأفضل تحذير الشخص غير المدرك.

#### تكرار الأذى على الجمهور نتيجة الافعال الخاصة
يتوسع ميل بشرح مبدأ معاقبة النتائج بدلًا من معاقبة فعل الأذى الشخصي. يقول إن الشخص الذي يميل دوما للتصرف بعنف (أي إيذاء المجتمع) بسبب السُكر (أي بسبب فعل شخصي) يجب أن يكون ممنوعًا من شرب الكحول بشكل خاص. وينصح كذلك بوجوب معاقبة مرتكبي هذه الجرائم المتكررة أكثر من مرتكبي الجرائم لأول مرة.

#### تشجيع الرذيلة
```
فيما يتعلق بموضوع 
الزنا
 
والقمار
، فلا توجد لدى ميل أي إجابة قاطعة، حيث يقول: (توجد اسباب مقنعة لدى الجانبين).
[
26
]
 ويقترح أنه يمكن السماح بهذه الأفعال بشكل سرّي، ولكن لا يجب السماح بالترويج لها (أي كون الشخص قوادًا أو يمتلك منزلًا للمقامرة).
[
27
]
 ويصل إلى استنتاج أن الفاحشة العامة أمر مدان.
[
28
]
```

#### الانتحار والطلاق
يكمل ميل كتابه بمعالجة مسألة التدخل الاجتماعي في الانتحار. وذكر أن الهدف من الحرية هو السماح لشخص بمتابعة اهتمامه. لذلك عندما ينوي الشخص إنهاء قدرته على ممارسة الحياة، يجوز للمجتمع أن يتدخل في هذه الحالة. وبعبارة أخرى لا يملك الشخص الحرية في تسليم حريته.
بالنسبة إلى مسألة الطلاق ذكر ميل أن الزواج هو أحد أهم الهياكل داخل المجتمع، ومع ذلك إذا اتفق الزوجان على إنهاء زواجهما فسيُسمح لهما بالقيام بذلك لأن المجتمع لا يمتلك أي أسباب للتدخل في مثل هذه الحالة الشخصية.

#### التعليم
يعتقد ميل أن فكرة التعليم الحكومي أمر سيء لأنه سيدمر التنوع في الرأي الخاص بجميع الناس لتدريس المنهج الذي طوره عدد قليل منهم. وبحسب ميل فإن الطريقة الأكثر فائدة من المدارس التي تديرها الدولة هي تلك المدارس التي تتنافس فيما بينها والتي يديرها القطاع الخاص.
يعتقد ميل في المقابل أن الحكومات يجب أن تشجع وتموّل التعليم الخاص. وذكر أنه ينبغي عليهم فرض التعليم الإلزامي من خلال الغرامات البسيطة والامتحان القياسي السنوي. ويؤكد على أهمية التعليم المتنوع الذي يقوم بتدريس الآراء المتعاكسة (مثل كانط ولوك).
ويختتم بالقول إنه من المسموح للدول أن تحظر الزواج إلا إذا استطاع الزوجان إثبات امتلاكهما لوسائل دعم الأسرة الأساسية من التعليم والضروريات الأساسية الأخرى.

#### الخلاصة
يختم جون ميل بذكر ثلاثة أسباب عامة للاعتراض على التدخل الحكومي:
- إذا قام الناس بالأفعال بشكل أفضل من الحكومة.[35]
- إذا كان القيام بالفعل يعود بفائدة عامة بشكل أكثر من قيام الحكومة به، على الرغم من أن الحكومة قد تكون مؤهلة أكثر للقيام بذلك.[35]
- إذا كان هذا الإجراء سيزيد قوة الحكومة إلى حد كبير والتي قد تصبح مفرطة.[36]

## التلقي

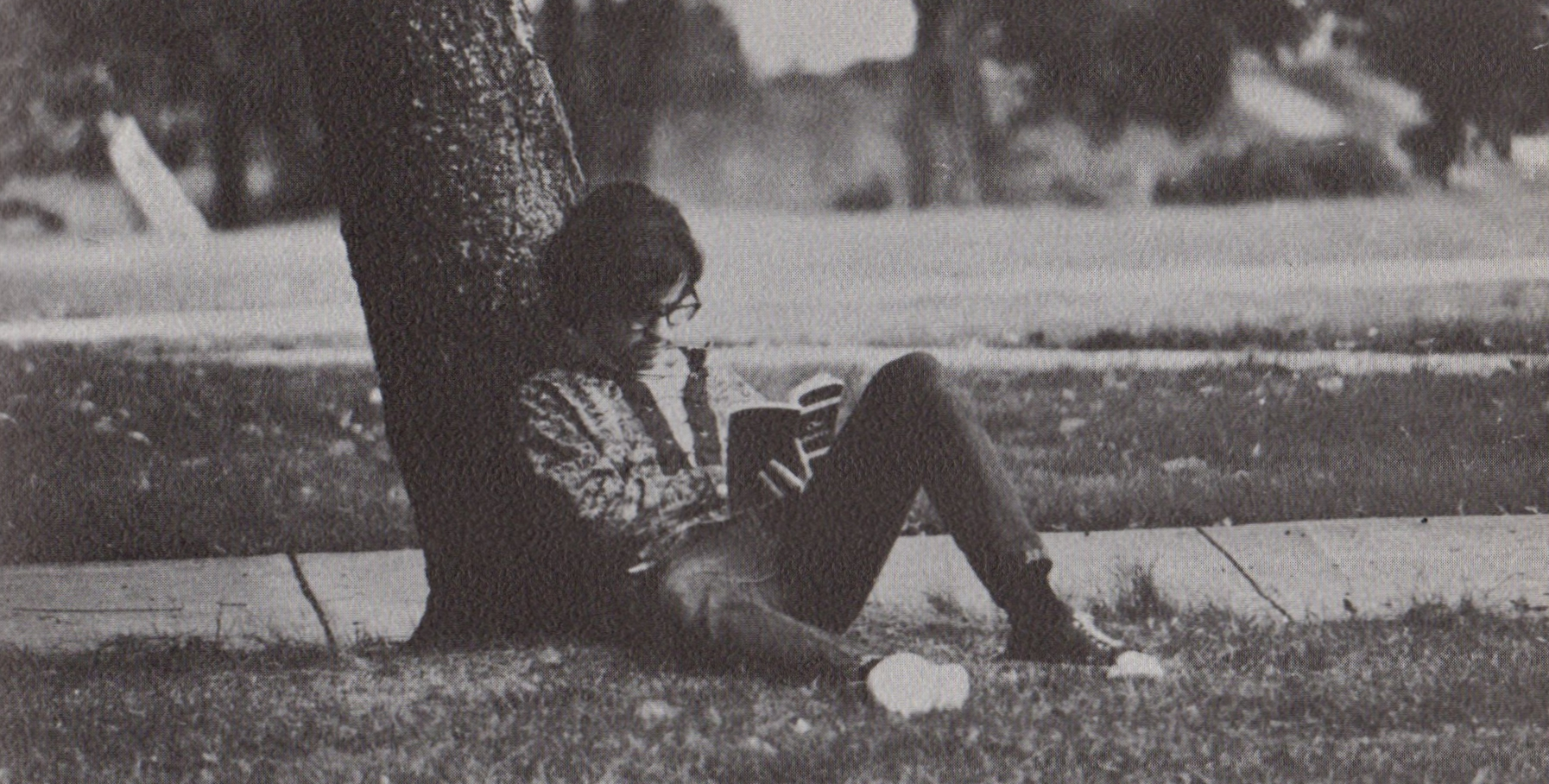
طالب من كلية شيمر يقرأ كتاب عن الحرية في 1973.

نال كتاب عن الحرية شعبية كبيرة في السنوات التي أعقبت نشره. قال توماس هاردي في وقت لاحق أن الطلاب الجامعيين في ستينيات القرن التاسع عشر كانوا يحفظون الكتاب عن ظهر قلب. وكانت انتقادات الكتاب في القرن التاسع عشر تأتي بشكل رئيسي من المفكرين الذين شعروا بأن مفهوم جون ميل عن الحرية ترك الباب مفتوحًا أمام البربرية (المفكرين مثل جيمس فيتزجيمس ستيفنJames Fitzjames Stephen وماثيو أرنولد Matthew Arnold).
بعد مرور فترة زمنية وعلى الرغم من أن كتاب عن الحرية أثار انتقادات سلبية، فقد تم تلقيه بشكل أساسي باعتباره من أهم الأفكار السياسية الكلاسيكية بسبب أفكاره المهمة وأسلوبه الواضح.
يلخص دينيس إيفانز وماري إل أونوراتو تقبل الناس في العصر الحديث لكتاب عن الحرية قائلين: (ينظر المنتقدون إلى كتاب عن الحرية كعمل أساسي في تطور الليبرالية البريطانية. معززة بأسلوبه النثري القوي الواضح والمفهوم، يقترح ميل في كتاباته على الحكومة والاقتصاد والمنطق نموذجًا للمجتمع لا يزال مقنعًا وقابلًا للتنفيذ). وكإشارة على أهمية الكتاب تعد نسخة منه رمزًا لمنصب رئيس الحزب الديمقراطي الليبرالي في إنجلترا.

## الطبعات
- عن الحرية، الرقم العالمي الموحد للكتاب (1-59986-973-X).
- عن الحرية وخضوع المرأة، الرقم العالمي الموحد للكتاب (0-141-44147-X).
- الكتابات الأساسية لجون ستيوارت ميل عن الحرية وخضوع المرأة والنفعية، الرقم العالمي الموحد للكتاب (0-375-75918-2).
- ترجمة هندية كتبها مهافير براساد دفيفيدي(Mahavir Prasad Dvivedi) من الكتاب بعنوان (الحرية - SVADHINATA) ، نُشرَ من قبل ناثورام بريمي في 24 أيلول عام 1912 في بومباي في الهند. كان أول منشور من دار النشر الهندية جرانت كريلاي Granth Karyalay)).

## الطبعات الموجودةعلى الإنترنت
- النص الكامل لكتاب عن الحرية على الويكيبيديا، نسخة طبق الأصل من الطبعة الرابعة التي نُشرت عام 1869.
- كتاب عن الحرية على موقع مشروع غوتنبرغ، مأخوذ من نسخة نشرها والتر سكوت مع مقدمة كتبها ويليام ليونارد كورتني.
- كتاب عن الحرية على موقع فيدبوكس feedbooks.
- كتاب عن الحرية على موقع بارتليبي Bartebly مأخوذ من الطبعة المنشورة في عام 1869.
- كتاب عن الحرية، نسخة منقولة للغة الإنكليزية المعاصرة على موقع إيبوكEbook ، الرقم العالمي الموحد للكتاب 9780906321638
- كتاب عن الحرية، كتاب مسجل صوتيًا على موقع ليبريفوكس LibriVox
- نسخة جويل فاينبيرغ المشروحة بشكل كبير من كتاب عن الحرية، موجودة على موقع المكتبة الإلكترونية لجامعة برينستون.

## روابط خارجية
- عن الحرية على موقع الموسوعة البريطانية (الإنجليزية)